# Kim Kyung-wook
Kim Kyung-Wook (Koreaans: 김경욱) (Yeoju, 18 april 1970) is een Koreaanse boogschutter.
Kim Kyung-Wook is een Koreaanse naam, de familienaam is Kim. Kim was lid van het Koreaans Olympisch team in 1996 in Atlanta. Zowel individueel als met het team won ze een gouden medaille.

## Palmares
- 1996:  Olympische Spelen (team)
- 1996:  Olympische Spelen (individueel)

1904: Matilda Howell ·
1908: Queenie Newall ·
1972: Doreen Wilber ·
1976: Luann Ryon ·
1980: Keto Losaberidze ·
1984: Seo Hyang-soon ·
1988: Kim Soo-nyung ·
1992: Cho Youn-jeong ·
1996: Kim Kyung-wook ·
2000: Yun Mi-jin ·
2004: Park Sung-hyun ·
2008: Zhang Juanjuan · 
2012: Ki Bo-bae · 
2016: Chang Hye-jin ·
2020: An San ·
2024: Lim Si-hyeon
1988: Kim S-n/Wang/Yun Y-s ·
1992: Cho/Kim S-n/Lee E-k ·
1996: Kim J-s/Kim K-w/Yoon H-y ·
2000: Kim N-s/Kim S-n/Yun M-j ·
2004: Lee S-j/Park/Yun M-j ·
2008: Joo/Park/Yun O-h ·
2012: Choi/Ki/Lee S-j ·
2016: Chang/Choi/Ki ·
2020: An/Jang/Kang ·
2024: Jeon/Lim/Nam